# Armoriale di Casa Savoia
Questa pagina contiene le armi (stemmi e blasonature) di Casa Savoia.

## Armi dei capi di Casa Savoia
| Stemma | blasonatura | Periodo |
| ------ | --- | --- |
|        | di rosso, alla croce d'argento | Armi attestate a partire da Tommaso I di Savoia (1177 † 1233) |
|        | inquartato, nel 1º e 4º partito, nel 1º di rosso al cavallo spaventato d'argento, nel 2º fasciato d'oro e di nero di otto pezzi al crancelino di verde posto in banda attraversante sul tutto e innestato in punta d'argento a tre puntali di spada di rosso maleordinati, nel 2º d'argento seminato di plinti di nero, al leone dello stesso attraversante, nel 3º di nero, al leone d'argento; sul tutto di rosso alla croce d'argento. | Il duca Emanuele Filiberto di Savoia (1528 † 1580) inquartò le armi sassoni (che a loro volta contengono quelle della Vestfalia, del casato di Wettin e dell'Angria) con quelle del Chiablese e di Aosta, mettendo la Savoia sul tutto:           |
|        | inquartato: nel I controinquartato nel 1º d'argento alla croce potenziata d'oro accantonata da quattro crocette dello stesso, nel 2º burellato d'azzurro e d'argento di dieci pezzi al leone di rosso armato lampassato e coronato d'oro attraversante sul tutto, nel 3º d'oro al leone di rosso armato lampassato e coronato d'azzurro e nel 4º d'argento al leone di rosso armato lampassato e coronato d'oro; nel II gran quarto partito, nel 1º di rosso al cavallo spaventato d'argento, nel 2º fasciato d'oro e di nero di otto pezzi al crancelino di verde posto in banda attraversante sul tutto e innestato in punta d'argento a tre puntali di spada di rosso maleordinati, nel III gran quarto partito, nel 1º d'argento seminato di plinti di nero al leone dello stesso attraversante e nel 2º di nero al leone d'argento; nel IV gran quarto partito, nel 1º cinque punti d'oro equipollenti a quattro punti d'azzurro, nel 2º d'argento al capo di rosso; sul tutto di rosso alla croce d'argento. | Il duca Vittorio Amedeo I di Savoia (1587 † 1637) nel 1630 ricevette il Monferrato e aggiunse alle sue armi anche il regno di Cipro e Gerusalemme e la contea di Ginevra:                                                                         |
|        | in cuore l'aquila in nero con lo scudo tondo rosso con la croce d'argento. | Re di Sicilia Nel 1713, il duca Vittorio Amedeo II di Savoia ottenne il regno di Sicilia: |
|        | inquartato: nel I controinquartato nel 1º d'argento alla croce potenziata d'oro accantonata da quattro crocette dello stesso, nel 2º burellato d'azzurro e d'argento di dieci pezzi al leone di rosso armato lampassato e coronato d'oro attraversante sul tutto, nel 3º d'oro al leone di rosso armato lampassato e coronato d'azzurro e nel 4º d'argento al leone di rosso armato lampassato e coronato d'oro; nel II gran quarto partito, nel 1º di rosso al cavallo spaventato d'argento, nel 2º fasciato d'oro e di nero di otto pezzi al crancelino di verde posto in banda attraversante sul tutto e innestato in punta d'argento a tre puntali di spada di rosso maleordinati, nel III gran quarto controinquartato, nel 1º di nero al leone d'argento, nel 2º d'argento alla croce di rosso, nel 3º d'argento seminato di plinti di nero al leone dello stesso attraversante, nel 4º d'argento all'aquila coronata di rosso col volo abbassato, su un monte di tre cime di nero uscente da un mare d'azzurro movente dalla punta e ondato d'argento; nel IV gran quarto controinquartato, nel 1º di rosso alla croce d'argento brisata da un lambello d'azzurro, nel 2º d'argento al capo di rosso, nel 3º cinque punti d'oro equipollenti a quattro punti d'azzurro, nel 4º d'argento al capo d'azzurro; sul tutto d'oro all'aquila di nero; sul tutto del tutto di rosso alla croce d'argento; sul tutto nel capo d'argento, alla croce di rosso, accantonata da quattro teste di moro di nero, attortigliate d'argento. | Re di Sardegna Nel 1720, Vittorio Amedeo II di Savoia ottenne il regno di Sardegna: |
|        | inquartato, nel 1º d'argento, alla croce di rosso, accantonata da quattro teste di moro di nero, attortigliate d'argento (Sardegna), nel 2º gran quarto partito, nel 1º burellato d'azzurro e d'argento di dieci pezzi al leone di rosso armato lampassato e coronato d'oro attraversante (Cipro), nel 2º d'argento alla croce potenziata d'oro accantonata da quattro crocette dello stesso (Gerusalemme), nel 3º gran quarto d'argento alla croce di rosso (Genova) e nel 4º gran quarto di rosso alla croce d'argento brisata da un lambello d'azzurro (Piemonte), sul tutto d'oro all'aquila di nero, sul tutto del tutto di rosso alla croce d'argento (Savoia). | Nel 1815, il re Vittorio Emanuele I di Sardegna ottenne Genova: Ne approfittò per semplificare le sue armi: |
|        | di rosso alla croce d'argento. | Regno di Sardegna Con brevetto del 22 dicembre 1832, dal 1º gennaio 1833 i re tornarono ad armi semplificate. L'emblema era definito "regio stemma", ed identificava quindi sia il Re che lo Stato                                                |
|        | di rosso alla croce d'argento. | Nel 1848 le armi reali vengono modificate aggiungendo il tricolore quale ornamento esteriore. La prima modifica è del 1º agosto, successivamente lo stemma verrà ulteriormente modificato il 28 novembre, restando quindi invariato fino al 1870. |
|        | di rosso alla croce d'argento. | Nel 1848 le armi reali vengono modificate aggiungendo il tricolore quale ornamento esteriore. La prima modifica è del 1º agosto, successivamente lo stemma verrà ulteriormente modificato il 28 novembre, restando quindi invariato fino al 1870. |
|        | Nel 1870 la Consulta araldica norma lo stemma dello Stato (ma non quello reale) La Consulta Araldica [...] delibera che lo stemma dello Stato debba d'ora in poi raffigurarsi nel modo seguente: di rosso alla croce d'argento; lo scudo cimato da elmo Reale ornato di svolazzi d'oro e d'azzurro, coronato di corona Reale, sormontata da una croce trifogliata d'oro, attorniato dal Collare del Supremo Ordine della SS. Annunziata, movente dagli angoli superiori dello scudo; ed interiormente a questo Collare, dalla fascia della Gran Croce dell'Ordine dei SS. Maurizio e Lazzaro, più, entro questa fascia, dalle altre due delle Gran Croci degli Ordini, militare di Savoia e della Corona d'Italia, moventi, la prima dalla metà del fianco destro, l'altra dalla metà del fianco sinistro dello scudo, ciascuna colla gran croce rispettiva, pendente sotto lo scudo, a metà della distanza tra la punta ed il fianco laterale, e congiungentisi, le fasce, sotto la punta dello scudo stesso; dalla quale esce ancora la Croce dell'Ordine Civile di Savoia appesa al suo nastro, questo, attraversante sulle fasce degli ultimi due ordini, il tutto al naturale; sostenuto da due leoni al naturale, controrampanti, affrontati, colla testa volta all'infuori, appoggiati sopra due bastoncini d'oro, divergenti in fascia, a modo di svolazzi sottili, da un terzo della punta dello scudo, essi leoni tenenti cadauno un guidone Reale Italiano, a lungo fusto, svolazzante all'infuori; il tutto attraversante sovra un manto di porpora sparso di rose, e di nodi di Savoia d'oro, appannato d'armellini, movente dall'elmo reale; l'intero stemma sotto un padiglione di velluto azzurro, soppannato di raso bianco frangiato d'oro, la frangia attaccata ad un gallone caricato di croci scorciate e di nodi di Savoia alternati; esso padiglione a colmo d'oro, sormontato da una stella d'argento, raggiante d'oro; la base del colmo accostata dalla sommità dei guidoni, fustati d'oro, tenuti dai leoni, e che sono interzati in palo di verde, di bianco e di rosso, il bianco caricato in cuore di uno scudetto di rosso alla croce bianca, bordato di un sottilissimo filetto di azzurro. | Stemma del Regno d'Italia, versione completa dalla deliberazione della Consulta Araldica del Regno d'Italia del 4 maggio 1870 |
|        | Il Re porta per grande stemma lo scudo di Savoia cimato con elmo reale coronato colla Corona di ferro; coi sostegni reali, e colle grandi insegne degli ordini equestri reali; il tutto posto sotto al padiglione regio cimato colla Corona reale di Savoia; tutto lo stemma accollato al fusto del gonfalone di Savoia che è cimato coll'aquila sabauda d'oro, ha lo stendardo bifido di rosso, crociato, e soppannato di tela d'argento e colle cravatte azzurre scritte coi motti e gridi d'arme: SAVOYE-SAINT -MAURICE- BONNES NOUVELLES. | Nel 1890, con regio decreto del 1º gennaio, viene definito lo stemma del re. |

## Stemma del Principe ereditario
| Stemma | Blasonatura                                                                             | Nome del principe o del ramo cadetto |
| ------ | --------------------------------------------------------------------------------------- | --- |
|        | di rosso alla croce d'argento, il tutto brisato da un lambello a tre pendenti d'azzurro | Principe di Piemonte, titolo dell'erede al trono di Casa Savoia. Dal 1861, con l'Unità d'Italia si alternò con il titolo di Principe di Napoli. |

## Rami cadetti
| Stemma | Blasonatura | Nome del principe o del ramo cadetto |
| ------ | --- | --- |
|        | di rosso alla croce d'argento, con la banda d'azzurro | Savoia-Acaia, Principi di Piemonte Inizia con Filippo I di Savoia-Acaia (1301 † 1334), figlio di Tommaso I. Ramo estinto nel 1418.                                                                    |
|        | inquartato, nel 1º e 4º partito nel 1º di rosso al cavallo spaventato d'argento, nel 2º fasciato d'oro e di nero di otto pezzi al crancelino di verde posto in banda attraversante sul tutto e innestato in punta d'argento a tre puntali di spada di rosso maleordinati, nel 2º d'argento seminato di plinti di nero al leone dello stesso attraversante, nel 3º di nero al leone d'argento; sul tutto di rosso alla crocve d'argento, brisato da una bordura indentata di rosso. | Savoia-Nemours, Duchi di Nemours Inizia con Filippo di Savoia-Nemours (1490 † 1533), duca di Nemours, figlio di Filippo II di Savoia. Ramo estinto nel 1659. Oggi impiegato dal Principe di Piemonte. |
|        | inquartato: nel I controinquartato nel 1º d'argento alla croce potenziata d'oro accantonata da quattro crocette dello stesso, nel 2º burellato d'azzurro e d'argento di dieci pezzi al leone di rosso armato lampassato e coronato d'oro attraversante sul tutto, nel 3º d'oro al leone di rosso armato lampassato e coronato d'azzurro e nel 4º d'argento al leone di rosso armato lampassato e coronato d'oro; nel II gran quarto partito, nel 1º di rosso al cavallo spaventato d'argento, nel 2º fasciato d'oro e di nero di otto pezzi al crancelino di verde posto in banda attraversante sul tutto e innestato in punta d'argento a tre puntali di spada di rosso maleordinati, nel III gran quarto partito, nel 1º d'argento seminato di plinti di nero al leone dello stesso attraversante e nel 2º di nero al leone d'argento; nel IV gran quarto partito, nel 1º cinque punti d'oro equipollenti a quattro punti d'azzurro, nel 2º d'argento al capo di rosso; sul tutto di rosso alla croce d'argento alla bordura indentata d'argento. | Savoia-Carignano, Principi di Carignano Inizia con Tommaso Francesco di Savoia (1599 † 1656), principe di Carignano, figlio di Carlo Emanuele I, duca di Savoia.                                      |
|        | di rosso alla croce d'argento alla bordura indentata d'argento. | Savoia-Soissons, Conti di Soissons Inizia con Eugenio Maurizio di Savoia-Soissons, figlio di Tommaso Francesco di Savoia (1599 † 1656), principe di Carignano.                                        |
|        | di rosso alla croce d'argento alla bordura composta d'argento e di rosso. | Savoia-Genova, Duchi di Genova Inizia con Ferdinando di Savoia (1822 † 1855), duca di Genova, figlio di Carlo Alberto di Savoia, re di Sardegna.                                                      |
|        | di rosso alla croce d'argento alla bordura composta d'oro e d'azzurro. | Savoia-Aosta, Duchi d'Aosta Inizia con Amedeo (1845 † 1890), duca d'Aosta e per poco tempo re di Spagna, figlio di Vittorio Emanuele II di Savoia, re d'Italia.                                       |
|        | inquartato, nel 1º di rosso al castello d'oro aperto e finestrato d'azzurro (Castiglia), nel 2º d'argento al leone di rosso armato, lampassato e coronato d'oro (Leon), nel 3º d'oro a quattro pali di rosso (Aragona) e nel 4º di rosso alle catene d'oro poste in cinta, in croce e in decusse, caricate nel cuore da uno smeraldo al naturale (Navarra), accompagnato in punta d'argento a una mela granata di rosso, gambuta e fogliata di verde (Granada); sul tutto di rosso alla croce d'argento. | Stemma di Amedeo d'Aosta come Amedeo I, re di Spagna (1870-1873) |